# Jimmy Håkansson
Jimmy Håkansson, född 1 december 1982 i Värnamo, och Småland, är en svensk journalist och författare. Han började arbeta som tv-spelsjournalist men är 2024 främst verksam som kulturjournalist. Han har skrivit för tidningar som Nöjesguiden, Göteborgs-Posten och Svenska Dagbladet och var länge en återkommande medverkande i radioprogrammet P3 Spel. År 2024 romandebuterade han med Kapitel Noll..